# Jupiter Magnetospheric Orbiter
La Jupiter Magnetospheric Orbiter (木星磁気圏オービター,JMO) 
és una sonda orbital proposada per l'Agència Japonesa d'Exploració Aeroespacial (JAXA), com a la contribució japonesa a l'Europa Jupiter System Mission (EJSM). La JMO es durà a Júpiter per l'exploració d'asteroides de Júpiter i Troians (Trojan Asteroid Explorer), i una vegada que la nau mare arriba al sistema jovià, se separarà la sonda JMO i s'inserirà a l'òrbita de Júpiter. La nau espacial mare continuarà la seva òrbita cap als asteroides troians de Júpiter. La JMO cooperarà amb l'Agència Espacial Europea l'(ESA) amb la sonda JUICE.
La sonda (JUpiter ICey moon Explorer), que serà llançada durant el mateix període de llançament amb la JMO.

## Resum de la missió
La JMO està prevista actualment per ser llançada el 2019 o 2020, que s'adjunta a la seva nau mare, l'asteroide explorador Júpiter i Troia. S'inserirà en l'òrbita de Júpiter cap al 2026 després de la seva separació de l'exploració d'asteroides Júpiter i Troia.

### Antics plans
A partir de 2007, la nau va ser programada per a un enlairament l'any 2020 juntament amb la Jupiter Ganymede Orbiter de l'ESA (JGO) de la qual se separarà en arribar a Júpiter el 2025/2026. La JMO va ser planejat a dur a terme estudis detallats in situ de la magnetosfera de Júpiter com a plantilla per a un disc magnetitzat astrofísica i que ofereixin l'oportunitat que les investigacions de "3 punts" del sistema de Júpiter a través d'observacions sinèrgics amb la JGO i la Jupiter Europa Orbiter (JEO) de la NASA.

## Instruments
La mida i el pes de la JMO és molt limitada, ja que ha de cabre dins de la seva nau espacial portadora. A causa d'això, la JMO només podrà transportar fins a 10 kg de càrregues útils, que li permetrà tenir només 2 a 3 instruments científics. No importa quin tipus de tecnologia innovadora estarà disponible, és impossible dur a terme in situ observacions amb un nombre tan limitat d'instruments. Per tal de resoldre els misteris de la magnetosfera joviana eficaçment amb instruments limitats, i per realitzar observacions mai fetes abans, la nau espacial tindrà un espectroscopi d'imatges de raigs X, amb diferents longituds d'ona dels instruments a bord de la sonda Juno de la NASA.